# Намазалы Омашев
Намазалы Омашев (род. 19 января 1950, с. Ойтал, Меркенский район, Джамбульская область, Казахская ССР, СССР) — известный советский и казахстанский публицист, исследователь казахской журналистики. Заслуженный деятель Казахстана (2004).

## Образование
Окончил факультет журналистики Казахского государственного университета им. Кирова (1974 год) по специальности «Журналистика».

## Ученые степени и звания
Кандидат филологических наук (1984 год) — Московский государственный университет имени М. В. Ломоносова (10.01.10 — специальность «Журналистика»).

Доктор филологических наук (1992 год) — Московский государственный университет имени М. В. Ломоносова (10.01.10 — специальность «Журналистика»).

Профессор (1994 год).

## Членство в ассоциациях
2003 год — действительный член (академик) Национальной Академии Наук Высшей школы Казахстана.

2002 год — действительный член (академик) академии журналистики Казахстана.

1995 год — член Всемирной организации по массовой коммуникации и журналистики ОРБИКОМ при ЮНЕСКО..

## Основные даты жизни и деятельности
Редактор казахского радио (1974—1977).

Преподаватель (1977-1979), старший преподаватель (1979—1984), доцент (1986—1992), профессор, заведующий кафедрой радиожурналистики (1993), профессор ЮНЕСКО, декан факультета журналистики (1995), заведующий кафедрой ЮНЕСКО по массовой коммуникации и журналистике, председатель Диссертационного совета по журналистике, проректор Казахского национального университета им. аль-Фараби. 
 2010-2011 гг. — декан факультета журналистики и политологии Евразийского национального университета имени Л. Н. Гумилева. С 2011 года — заведующий кафедрой печати и издательского дела факультета журналистики и политологии Евразийского национального университета имени Л. Н. Гумилёва.

## Научные интересы
Теория и история телерадиожурналистики, проблемы зарубежной журналистики и журналистской науки, история казахской журналистики.

## Научные труды
Автор 13 монографий, 3 учебников, 9 учебных пособий, 9 сборников научно-публицистических трудов. Всего выпущено 34 книги. Опубликовано 319 статей.

## Награды и достижения
Лауреат премии научно-популярного журнала «Білім және еңбек» (1981), премии Союза журналистов Казахстана (1989) и Союза журналистов Казахстана им. А. Байтурсынова (2000).

В 2001 году Международным Биографическим Центром Кембриджа (Англия) Омашев Н. О. номинирован Человеком года, награждён специальным дипломом «Декларация признания» и «Медалью почета».

В 2003 году награждён нагрудным знаком МОН РК «За заслуги в развитии науки Республики Казахстан». В 2005 году награждён благодарностью Президента РК Н. Назарбаева. В 2007 году Международным Биографическим Центром Кембриджа (Англия) включен в список выдающихся личностей мира 21-го столетия.
- 2004 — Заслуженный деятель Казахстана[1]
- 2005 — Медаль «10 лет Конституции Республики Казахстан»
- 2007 — Премия  Президента Республики Казахстан в области средств массовой информации[7]
- 2013 — Орден Курмет[8]
- 2015 — Медаль «20 лет Конституции Республики Казахстан»[9]